# Maximilian Watzka (Fußballspieler)
Maximilian Watzka (* 25. Mai 1986 in Leipzig) ist ein ehemaliger deutscher Fußballspieler.

## Karriere
Watzka begann seine Karriere in der Jugend des VfB Leipzig. Beim Lokalrivalen FC Sachsen Leipzig, zu dem er 2004 wechselte, kam er in den Jahren zwischen 2004 und 2007 zu insgesamt 76 Spielen in der NOFV-Oberliga Süd und einem Einsatz im DFB-Pokal. Dabei erzielte er neun Tore.
In der Saison 2007/08 spielte Watzka beim damaligen Zweitligisten Kickers Offenbach, bei dem er zu 13, meist kürzeren Einsätzen und einem Auftritt im Pokal kam. Tore konnte Watzka dabei nicht erzielen.
Zur Saison 2008/09 wechselte Watzka in die Regionalliga Nord zum 1. FC Magdeburg, wo er sich einen Stammplatz erkämpfen konnte. In seinen beiden Jahren in Magdeburg kam er in 62 der 68 Spiele zum Einsatz und erzielte dabei 14 Tore.
2010 kehrte Watzka nach Leipzig zurück. Er wechselte innerhalb der Regionalliga Nord zu RB Leipzig und erhielt bei dem Verein einen Zweijahresvertrag bis zum 30. Juni 2012. Im Sommer 2012 wurde sein Vertrag in Leipzig nicht verlängert, woraufhin Watzka zu Eintracht Trier in die Regionalliga Südwest wechselte. Zur Saison 2013/14 ging er in die Regionalliga Nordost zum FC Viktoria 1889 Berlin. Nach insgesamt dreieinhalb Jahren in der Hauptstadt wechselte er im Januar 2017 zum luxemburgischen Erstligisten FC Progrès Niederkorn in die BGL Ligue. Mit dem neuen Verein erreichte er in seiner Debütsaison den 4. Platz. In der damit erreichten Qualifikation zur Europa League kam er in allen 4 Spielen zum Einsatz u. a. konnte mit dem Sieg über die Glasgow Rangers einer der größten internationalen Erfolge des luxemburgischen Vereinsfußballs gefeiert werden. In der Saison 2017/18 wurde Watzka mit Niederkorn Vizemeister, beendete aber dann seine Karriere.

## Erfolge
- Sachsenpokalsieger 2005, 2011
- Sachsen-Anhalt-Pokalsieger 2009
- Rheinlandpokalsieger 2012
- Berliner Landespokalsieger 2014